# Інфекція, яку спричинює герпесвірус людини 6-го типу
Інфе́кція, яку спричи́нює герпесві́рус люди́ни 6-го ти́пу (англ. Human Herpesvirus 6 Infection) — інфекційне захворювання з групи герпесвірусних інфекцій, яке породжує герпесвірус людини 6-го типу (ГВЛ-6, англ. HHV-6). У гострій формі найчастіше у дітей перебігає у вигляді раптової екзантеми (англ. roseola infantum, exanthema subitum, 6-а дитяча висипна хвороба), рідше з виникненням уражень сполучної тканини та системи крові. У разі хронічного перебігу можливі ураження печінки, лімфатичних вузлів, легенів, нервової системи, виникнення злоякісних новоутворень лімфатичної системи та імунодефіциту.

## Історичні відомості
Вперше цей вірус виявила в 1986 році група американських вчених на чолі з відомим американським вірусологом, одним з першовідкривачів ВІЛ-1 Робертом Галло, його колегами Д. Аблаші, С. З. Салахуддіном у дорослих хворих на ВІЛ-інфекцію з лімфоретикулярними захворюваннями. Це був ГВЛ-6А (HHV-6A). У 1988 році американські вчені на чолі з лікарем Ф. Пелеттом і вірусологом К. Лопесом і, паралельно, японські дослідники на чолі з вірусологом К. Яманіші і патологом Т. Курата ізолювали подібний вірус з крові новонароджених дітей з вродженою розеолою (ГВЛ-6В, HHV-6B) та доказали його роль у ураженнях ЦНС.

## Актуальність
Вважають, що ГВЛ-6 уражено переважну більшість населення планети. ГВЛ-6B обумовлює зараженість по всій планеті у 95 % людей, тоді як ГВЛ-6A зустрічається рідше, особливо у Японії, Північній Америці, Європі. У США та багатьох інших країнах майже всі дорослі серопозитивні. Роль ГВЛ-6 у виникненні деяких хвороб (розсіяний склероз, саркоїдоз тощо) ретельно вивчають. ВГЛ-6 спричинює інтерстиціальну пневмонію у 30 % реципієнтів, яким було пересаджено кістки.

## Етіологія
ГВЛ-6 (HHV-6) відносять до роду Roseolovirus, підродини Betaherpesvirinae, родини Herpesviridae. Він містить ДНК. Головним рецептором для цього вірусу є CD4+, що присутні на поверхні всіх ядерних клітин, та дозволяє ГВЛ-6 інфікувати широке коло таких клітин. Головна мета ГВЛ-6 — це зріла клітина з CD4+, але вірус може інфікувати й природні кілери, T-лімфоцити, моноцити, дендритні клітини, астроцити та різноманітні лінії B-клітин, мегакаріоцитів тощо. ГВЛ-6 представлений 2-ма близько пов'язаними варіантами (або генетичними формами, або підвидами): ГВЛ-6A і ГВЛ-6B, які відрізняються за клітинним тропізмом, молекулярними і біологічними особливостями, епідеміологічними чинниками і клінічними асоціаціями, алене можуть бути на сьогодні визначені як окремі види. Раптова екзантема та інші первинні інфекції ГВЛ-6 обумовлені виключно варіантом B. Випадки первинної інфекції, пов'язаної з варіантом А, ще підлягають вивченню. ГВЛ-6A і ГВЛ-6B найбільш близькі до людських герпесвірусів 7 типу (ГВЛ-7, англ. HHV-7), а деякі їх амінокислоти схожі з тими, що є у людського цитомегаловірусу (ЦМВ). ГВЛ-6B може спричинити прямий цитоліз. ГВЛ-6A має білки, подібні таким в людському мієліні.

## Епідеміологічні особливості
Джерелом інфекції є людина. Виділення вірусу відбувається з слиною. Механізмом передачі є повітряно-крапельний, рідше — вертикальний. Інфікування відбувається зазвичай на першому або другому році життя. Доки є материнські антитіла новонароджений захищений від первинної інфекції. Практично всі діти інфікуються до 3-х років і зберігають імунітет на все життя. Але внаслідок різних умов можлива реактивація процесу.

## Патогенез

### Первинне інфікування
Основні механізми передачі ГВЛ-6 недостатньо вивчені. Після первинного інфікування він персистує в крові, слинних залозах, дихальному секреті, сечі та інших фізіологічних секретах. Первинна інфекція призводить до віремії, яка стимулює продукцію нейтралізуючих антитіл, які її припиняють. Специфічні IgM з'являються протягом перших п'яти днів від початку клінічних симптомів, у наступні 1-2 місяці IgM знижуються і в подальшому їх не виявляють. Специфічні IgM можуть бути присутніми при реактивації інфекції і, як вказують багато авторів, в невеликій кількості й у клінічно здорових людей. Специфічні IgG підвищуються протягом 2-3-го тижня захворювання. IgG до ГВЛ-6 персистують все життя, але в менших кількостях, ніж в ранньому дитинстві. Рівні антитіл можуть коливатися після перенесеної первинної інфекції, можливо, в результаті реактивації латентного вірусу. Реактивація ГВЛ-6 у імунологічно скомпрометованих хворих свідчить про важливість клітинного імунітету.

### Подальша персистенція та реактивація
Після первинної інфекції зберігається персистенція вірусу в латентному стані або у вигляді хронічної інфекції з продукцією вірусу. Компоненти імунної відповіді, важливі в контролі хронічної інфекції, невідомі. Реактивація латентного вірусу відбувається у імунологічно скомпрометованих хворих, але це можна спостерігати й у імунокомпетентних людей з невідомих причин. ДНК ГВЛ-6 часто виявляється після первинної інфекції в мононуклеарах периферичної крові та секретах здорових людей, але головне місце розташування латентної ГВЛ-6-інфекції поки що невідоме. Експериментальні дослідження свідчать, що ГВЛ-6 інфікує моноцити і макрофаги різних тканин, а також стовбурні клітини кісткового мозку, де знаходиться в латентному стані, з яких згодом відбувається його реактивація.

## Клінічні прояви

### Класифікація
У МКХ-10 є «Раптова екзантема (6-а хвороба)» (В08.2). Також можливе класифікування ГВЛ-6-інфекції до «Неуточнених вірусних інфекцій ЦНС» (А89) і до «Інших вірусних хвороб, некласифікованих в інших рубриках» (В33).

### Первинна інфекція
Доведено прояв первинної ГВЛ-6-інфекції у вигляді безсимптомних форм, розвитку раптової екзантеми у новонароджених і у дітей 1-го року життя. У поєднанні з ГВЛ-7 може зрідка спричиняти так званий фебрильний (з гарячкою) епілептичний статус.

### Раптова екзантема
Це найхарактерніша маніфестація первинної інфекції ГВЛ-6. У хворого на тлі гарячки та інтоксикаційного синдрому з'являється збільшення шийних і потиличних лімфовузлів, помірна гіперемія в ротоглотці, іноді — макулопапульозний висип на м'якому піднебінні та язичку (плями Нагаяма), гіперемія та набряк повік. Може бути гіперемія барабанних перетинок, отит. Розеольозні висипання зазвичай відразу з'являються на тулубі з подальшим поширенням на шию, обличчя, верхні і нижні кінцівки, в деяких випадках вони розташовані переважно на тулубі, шиї та обличчі. Висипання зберігаються кілька годин або протягом 1-3 днів, зникають безслідно, іноді відзначають висип (екзантему) у вигляді еритеми.

### Реактивація у дорослих
Прояви реактивації ГВЛ-6-інфекції у дорослих неспецифічні. Є спостереження, які свідчать, що цей вірус може спричинити синдром інфекційного мононуклеозу, як це відбувається при ураженні іншими герпесвірусами — ЦМВ (ГВЛ-5) і вірусом Епштейна-Барр (ГВЛ-4). Також часим проявом є вогнищевий енцефаліт. Припускають роль ГВЛ-6 у розвитку синдрому хронічної втоми, розсіяного склерозу, синдрому Шегрена, системного червоного вовчака, рожевого лишаю, гепатиту, вірусного гемофагоцитозу, ідіопатичної тромбоцитопенічної пурпури, саркоїдозу, медикаментозно індукованому синдромі гіперчутливості (англ. Drug-induced hypersensitivity syndrome (DIHS)), хворобі Кікуші (гістіоцитарний некротизуючий лімфаденіт), неходжкінських лімфом тощо, але ці дані потребують подальшого вивчення.

## Ускладнення
При раптовій екзантемі вони нечисленні: синдром Гієна — Барре, парези, що швидко минають, пневмонія тощо. Ускладнення у дорослих такі ж, як при інших герпесвірусних інфекціях.

## Діагностика
Виявлення в ПЛР ДНК ГВЛ-6 в плазмі крові є досить чутливим, але позитивний результат може свідчити як про первинну гостру інфекцію, так і про реактивацію латентної інфекції. Одноразове виявлення ДНК ГВЛ-6 в крові, особливо в слині не є абсолютним підтвердженням ГВЛ-6-інфекції і вимагає повторення обстеження в динаміці хвороби. Нещодавно розроблене дослідження зворотної транскриптази в ПЛР дозволяє надійно диференціювати латентну інфекцію ГВЛ-6 від її реактивації, але ця методика доступна поки тільки в дослідницьких лабораторіях країн з розвиненою системою медицини.

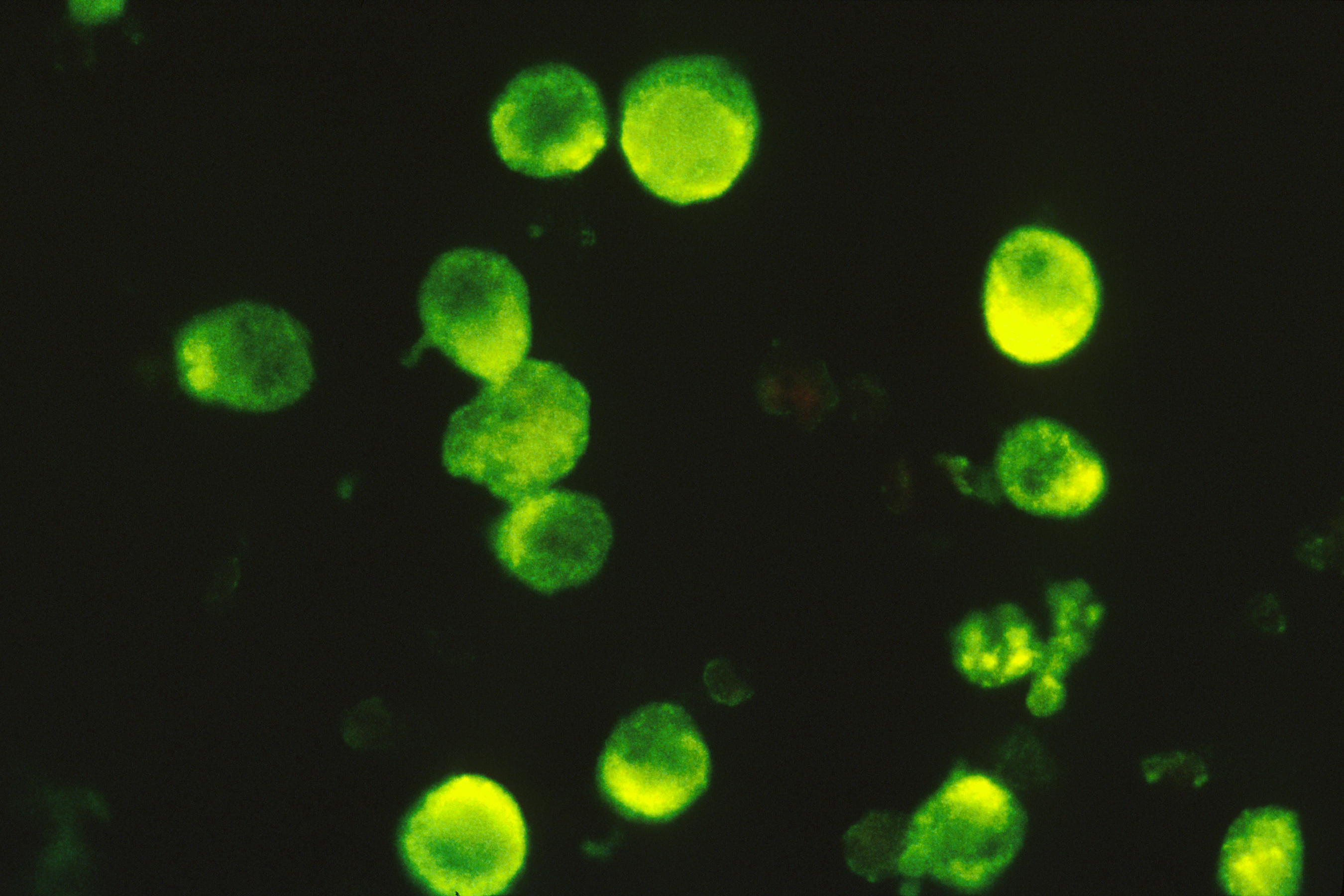
Клітини світлого відтінку імунофлюоресценції свідчать про позитивний результат дослідження — наявність заражених ГВЛ-6 клітин. Чим більше світла інтенсивність флюоресценції, то тим більше ці клітини продукують ГВЛ-6.

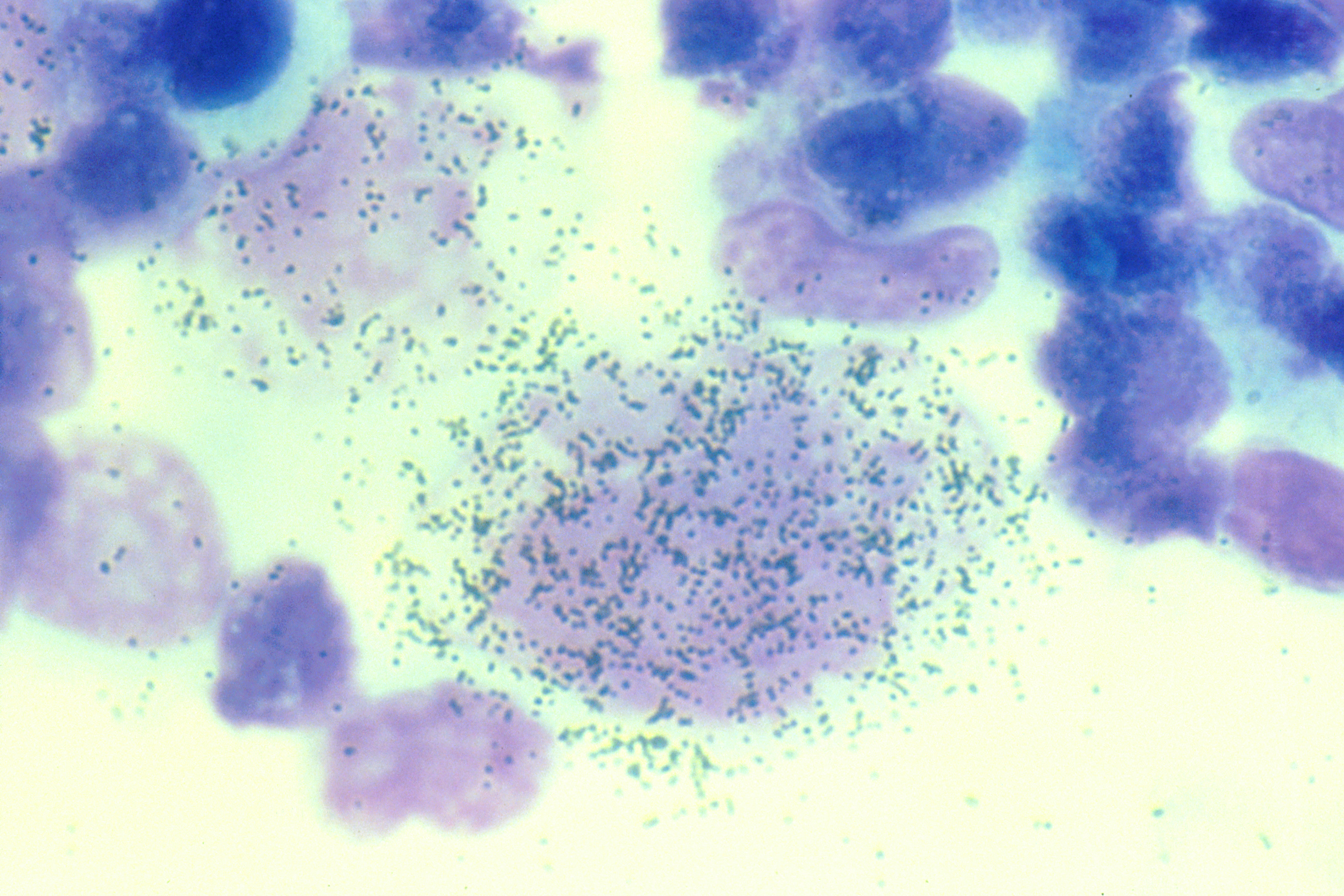
Мікрофотограма клітин, які заражені ГВЛ-6. Наявність великої кількості темних цяток вказує на розташування радіоактивного ізотопу, який приєднався до вірусної ДНК. Мікрофотограма, фарбування гематоксилін-еозином.

Серологічну діагностику здійснюють за допомогою реакції нейтралізації (РН), реакції імунопреципітації (РІП), ІФА, РІФ, радіоізотопним методом. В РН та РІП можливо також виявлення перехресно реагуючих антитіл до інших вірусів, особливо ло ГВЛ-7. ІФА є більш специфічною, але не у всіх дітей, що переносять первинну інфекцію, відзначають продукцію антитіл IgM, а приблизно 5 % клінічно здорових дорослих мають антитіла IgM до ВГЛ-6. У зв'язку з тим, що практично у всіх дорослих виявляють IgG до ГВЛ-6, виявлення їх лише в одному зразку не є діагностично значимим. Потрібно проводити декілька досліджень з інтервалами в декілька тижнів паралельно з дослідженням в ПЛР.

## Лікування
Немає на сьогодні засобів лікування первинної інфекції, ефективність яких була б підтверджена сучасними доказовими дослідженнями. Для лікування раптової екзантеми вважають доцільним суто підтримуюче лікування (забезпечення адекватного балансу рідини, харчування, теплі ванни з розчиненими рослинними заспокійливими засобами, ацетамінофен або ібупрофен при високій гарячці тощо). Для терапії реактивації латентної хронічної інфекції при трансплантації використовують ганцикловір, при тяжкому перебігу у імуноскомпрометованих осіб — фоскарнет, хоча подальших багатоцентрових доказових досліджень стосовно цього проведено поки що не було.

## Профілактика
Через повсюдність вірусу ізоляція хворих не є доцільною. Специфічна профілактика вакцинами на сьогодні не розроблена.